# Goran Vujević

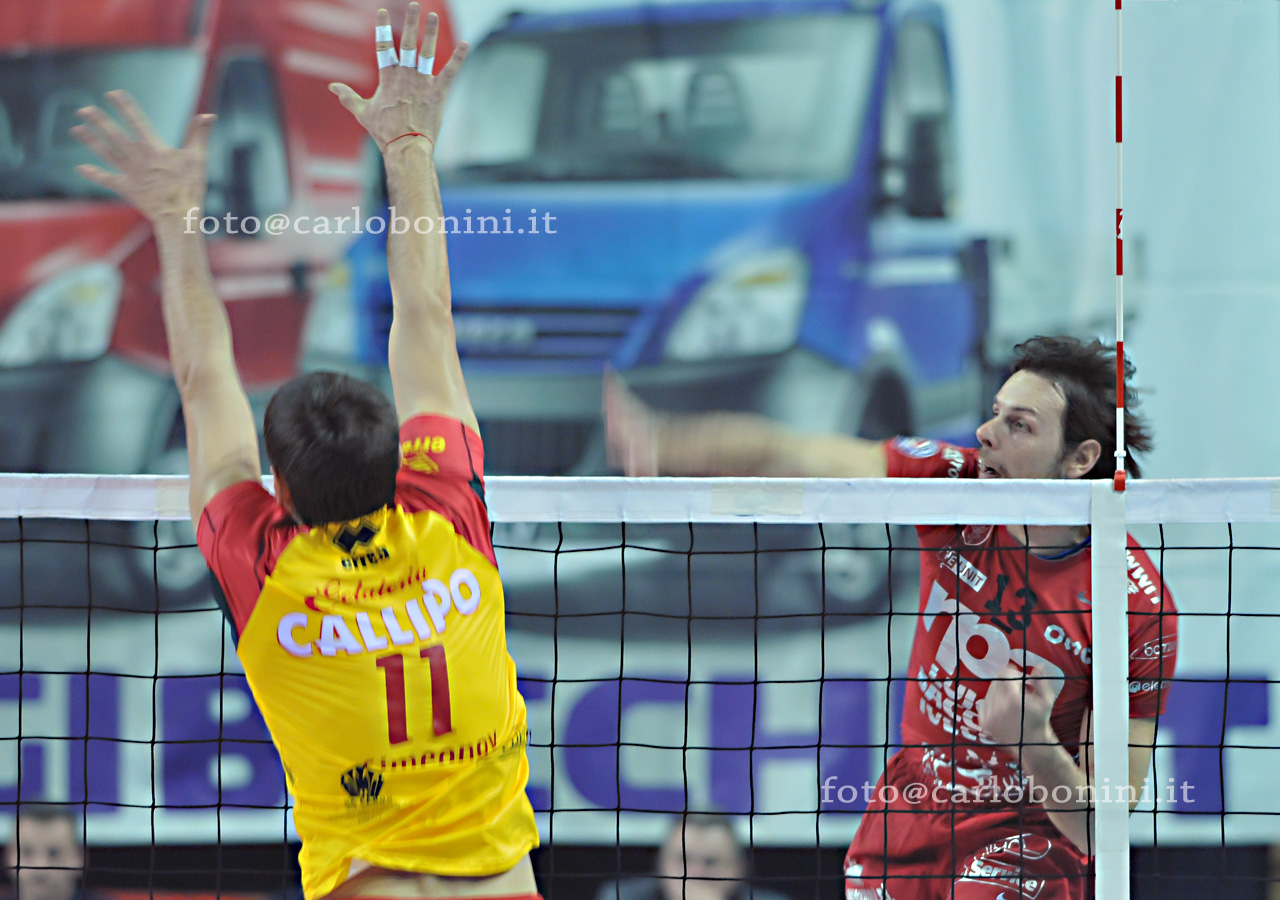
Goran Vujević zawodnikiem RPA-LuigiBacchi.it Perugia podczas ataku z lewego skrzydła w sezonie 2008/2009

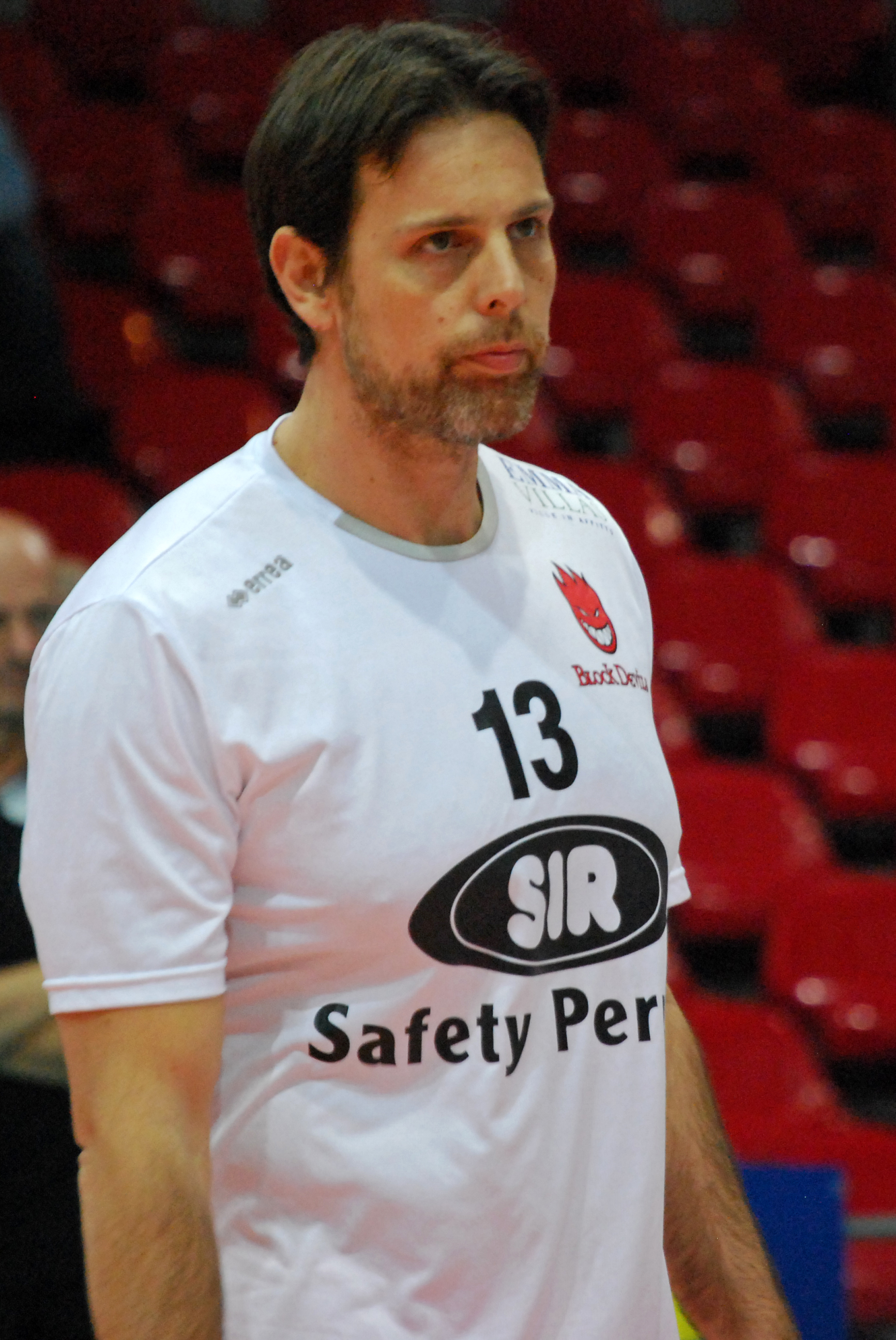
Goran Vujević zawodnikiem Sir Safety Perugia w sezonie 2012/2013

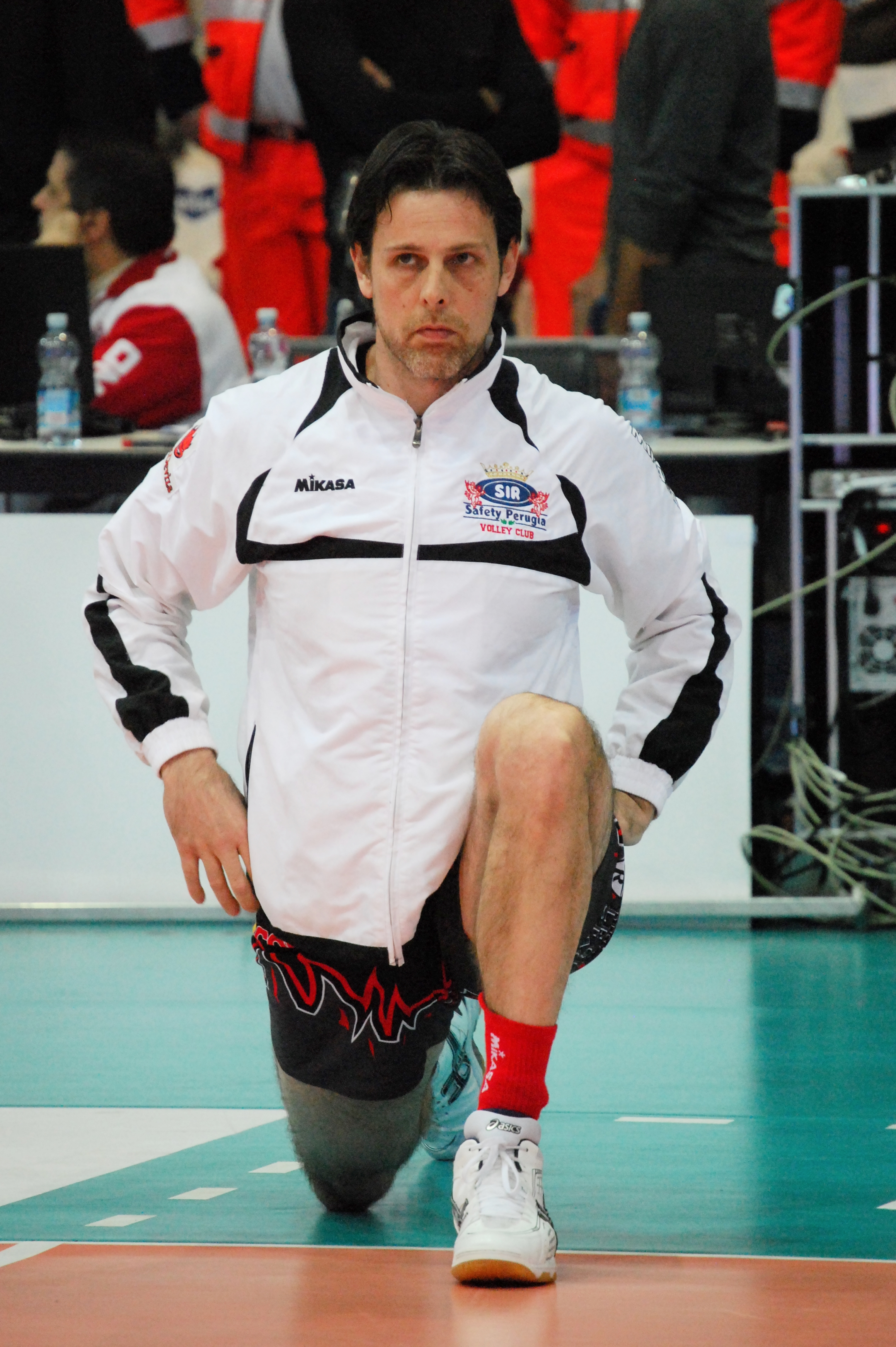
Goran Vujević zawodnikiem Sir Safety Perugia w sezonie 2013/2014

Goran Vujević (cyr. Горан Вујевић; ur. 27 lutego 1973 r. w Cetynii) – czarnogórski siatkarz, grający na pozycji przyjmującego. Wielokrotny reprezentant Jugosławii, a także Serbii i Czarnogóry. Jeden z najlepszych siatkarzy przełomu XX i XXI wieku na świecie.

## Przebieg kariery
| Kariera seniorska | Kariera seniorska               | Kariera seniorska | Kariera seniorska | Kariera seniorska | Kariera seniorska | Kariera seniorska | Kariera seniorska | Kariera seniorska | Kariera seniorska | Kariera seniorska |
| ----------------- | ------------------------------- | ----------------- | ----------------- | ----------------- | ----------------- | ----------------- | ----------------- | ----------------- | ----------------- | ----------------- |
| 1990–1996         | Partizan Belgrad                |                   |                   |                   |                   |                   |                   |                   |                   |                   |
| 1996–1997         | Colmark Brescia                 |                   |                   |                   |                   |                   |                   |                   |                   |                   |
| 1997–1998         | Conad Ferrara                   |                   |                   |                   |                   |                   |                   |                   |                   |                   |
| 1998–1999         | Olympiakos Pireus               |                   |                   |                   |                   |                   |                   |                   |                   |                   |
| 1999–2000         | Brescia Lat-Bossini Montichiari |                   |                   |                   |                   |                   |                   |                   |                   |                   |
| 2000–2002         | Prisma Taranto                  |                   |                   |                   |                   |                   |                   |                   |                   |                   |
| 2002–2004         | ICOM Latina                     |                   |                   |                   |                   |                   |                   |                   |                   |                   |
| 2004–2005         | Itas Diatec Trentino            |                   |                   |                   |                   |                   |                   |                   |                   |                   |
| 2005–2009         | RPA-LuigiBacchi.it Perugia      |                   |                   |                   |                   |                   |                   |                   |                   |                   |
| 2009–2011         | Andreoli Latina                 |                   |                   |                   |                   |                   |                   |                   |                   |                   |
| 2011–2015         | Sir Safety Perugia              |                   |                   |                   |                   |                   |                   |                   |                   |                   |
| Dyrektor sportowy |                                 |                   |                   |                   |                   |                   |                   |                   |                   |                   |
| 2015–2017         | Sir Safety Perugia              |                   |                   |                   |                   |                   |                   |                   |                   |                   |
| 2020–2021         | Sir Safety Perugia              |                   |                   |                   |                   |                   |                   |                   |                   |                   |
| 2022–             | Sir Safety Perugia              |                   |                   |                   |                   |                   |                   |                   |                   |                   |

## Sukcesy klubowe
Puchar Jugosławii:
- 1991

Liga jugosłowiańska:
- 1991

Liga serbsko-czarnogórska:
- 1993, 1996

Puchar Grecji:
- 1999

Liga grecka:
- 1999

Liga włoska:
- 2014

## Sukcesy reprezentacyjne
Reprezentacja Jugosławii
Igrzyska Olimpijskie:
- 2000
- 1996

Mistrzostwa Europy:
- 2001
- 1997
- 1999

Mistrzostwa Świata:
- 1998

Puchar Wielkich Mistrzów:
- 2001

Liga Światowa:
- 2002

Reprezentacja Serbii i Czarnogóry
Liga Światowa:
- 2003, 2005
- 2004

Puchar Świata:
- 2003

Mistrzostwa Europy:
- 2005

## Nagrody indywidualne
- 1998: Najlepszy zagrywający Mistrzostw Świata
- 2005: Najlepszy broniący Ligi Światowej